# Osbornodon
Osbornodon è un genere estinto di mammiferi carnivori, appartenente ai canidi. Visse tra l'Oligocene inferiore e il Miocene medio (33 – 15 milioni di anni fa). I suoi resti fossili sono stati ritrovati in Nordamerica occidentale.

## Descrizione
Le specie più grandi di questo animale (come Osbornodon fricki) potevano raggiungere la taglia di un lupo: il peso doveva aggirarsi sui 20 chilogrammi e il cranio era lungo circa 25 centimetri. L'altezza alla spalla doveva raggiungere circa 55 centimetri. L'aspetto di questo animale doveva essere molto simile a quello di un odierno lupo, ma possedeva le zampe più corte e una struttura generale leggermente più massiccia. Anche il collo era più robusto e corto. Specie più piccole (come O. renjiei) raggiungevano la taglia di una volpe e le proporzioni corporee erano più snelle.

## Classificazione
I primi resti di Osbornodon vennero scoperti alla fine dell' '800 e descritti da paleontologo Edward Drinker Cope nel 1881 come Canis brachypus. Solo nel 1994, però, grazie a una revisione dei canidi del Cenozoico nordamericano operata da Wang, venne istituito il genere Osbornodon. Esso includeva, oltre a O. brachypus, anche numerose altre specie, diffuse tra l'Oligocene inferiore e il Miocene medio, i cui resti fossili erano stati ritrovati in gran parte del Nordamerica occidentale.
Osbornodon (il cui nome significa “dente di Osborn”, con riferimento a Henry Fairfield Osborn, fondatore del dipartimento di paleontologia del Museo di Storia Naturale di New York) era un rappresentante degli esperocionini (Hesperocyoninae), il più antico gruppo di canidi. Tra questi, Osbornodon fu il più grande e l'ultimo a scomparire, nel Miocene medio (15 milioni di anni fa).
Le prime specie di Osbornodon apparvero nell'Oligocene inferiore (O. renjiei e O. sesnoni) ed erano della taglia di una volpe. I molari inferiori di queste specie erano leggermente più grossi rispetto a quelli degli altri esperocionini, e denotavano la possibilità di nutrirsi di una maggiore varietà di cibo. Dopo un “salto” temporale di circa 8 milioni di anni, si trovano fossili di Osbornodon nel Miocene inferiore (circa 21 milioni di anni fa). Queste specie (ad esempio O. wangi, O. scitulus e O. iamonensis) erano di dimensioni maggiori e possedevano denti più specializzati. Le ultime specie (O. brachypus e O. fricki) erano della taglia di un lupo.

## Paleoecologia
Osbornodon fu l'unico tra gli esperocionini a raggiungere una grande taglia; si suppone che le specie più grosse potessero predare anche animali di taglia più grande; come accade spesso nei grandi predatori, l'ultima specie a comparire (O. fricki) era anche la più grande e specializzata del suo ramo evolutivo.